# Linchet
Linchet is een gehucht in de Belgische provincie Luik. Het ligt in de gemeente Modave, anderhalve kilometer ten noordoosten van het centrum van Modave.

## Geschiedenis
Linchet lag vroeger in een kleine exclave van het abdijvorstendom Stavelot-Malmedy, geprangd tussen het prinsbisdom Luik en het hertogdom Luxemburg. De Ferrariskaart uit de jaren 1770 toont de enclave met het dorpje Lenchet. De kaart geeft er twee grote vierkantshoeven en tussenin nog een kerkje weer.
Op het eind van het ancien régime werd Linchet een gemeente. In 1952 werd de gemeente Linchet opgeheven en bij Modave gevoegd.

## Demografische ontwikkeling
- Bronnen:NIS, Opm:1831 tot en met 1970=volkstellingen

## Bezienswaardigheden
- Op de plaats van de verdwenen Église Saint-Rémy werd een herdenkingssteen opgericht.

Deelgemeenten: Modave · Outrelouxhe · Strée · Vierset-Barse

Overige dorpen en gehuchten: Barse · Les Communes de Strée · Les Gottes · Limet · Linchet · Petit-Modave · Pont-de-Bonne · Rawsa · Romont · Saint-Jean-Sart · Vierset

Belgische gemeenten · arrondissement Hoei · provincie Luik · Wallonië